# 5387 Каслео
5387 Каслео (5387 Casleo) — астероїд головного поясу, відкритий 11 липня 1980 року.
Тіссеранів параметр щодо Юпітера — 3,481.